# ムハンマド・バフティヤール・ハルジー
イフティヤールッディーン・ムハンマド・バフティヤール・ハルジー（Ikhtiyār al-Dīn Muḥammad Bakhtiyār Khaljī）またはムハンマド・バフティヤール・ハルジー（Muhammad bin Bakhtiyar Khalji）は、インド・マムルーク朝の将軍。王朝の創始者クトゥブッディーン・アイバクに仕え、ムスリムとしてはじめてベンガルを征服した。彼の遠征によって、インド東部の仏教は深刻な打撃をこうむった。彼以降5世紀にわたり、ベンガル地方はイスラームを信仰する君主によって支配されることになる。

## 生涯

### 前半生
ムハンマド・バフティヤール・ハルジーの属するハルジー族は、長きにわたり現在のアフガニスタン南部にあたる地域にいたトルコ系部族であった。彼らの多くは12世紀末から13世紀初頭のゴール朝の遠征に参加し、東インドの一部を征服した。

### 台頭
ムハンマド・バフティヤール・ハルジーは、現在のアフガニスタン南部にあるガルムシール出身であった。伝説では、彼は将来18騎を率いてベンガルを征服するという予言を受けた。生まれたときには平民の身分で、膝より下まで伸びる長い腕と低身長の持ち主で、顔つきも良くはなかった。彼はゴールの役人に任じられたのち、1193年頃にインドへ向かい、クトゥブッディーン・アイバクの軍に志願したが断られた。そこでさらに東に向かってマクリク・ヒズバルッディーンの元で職を得た後、北インドのバダーユーンで小部隊の指揮を任された。しばらくして彼はアワドへ赴き、ここでマリク・フサム・アッディーンに見いだされた。フサムはハルジーに、現在のミルザープル県の南東端にあたる地域を与えた。まもなくハルジーはここで力を蓄え、東方の防備が薄い地域を荒らしまわるようになった。

### ベンガル征服

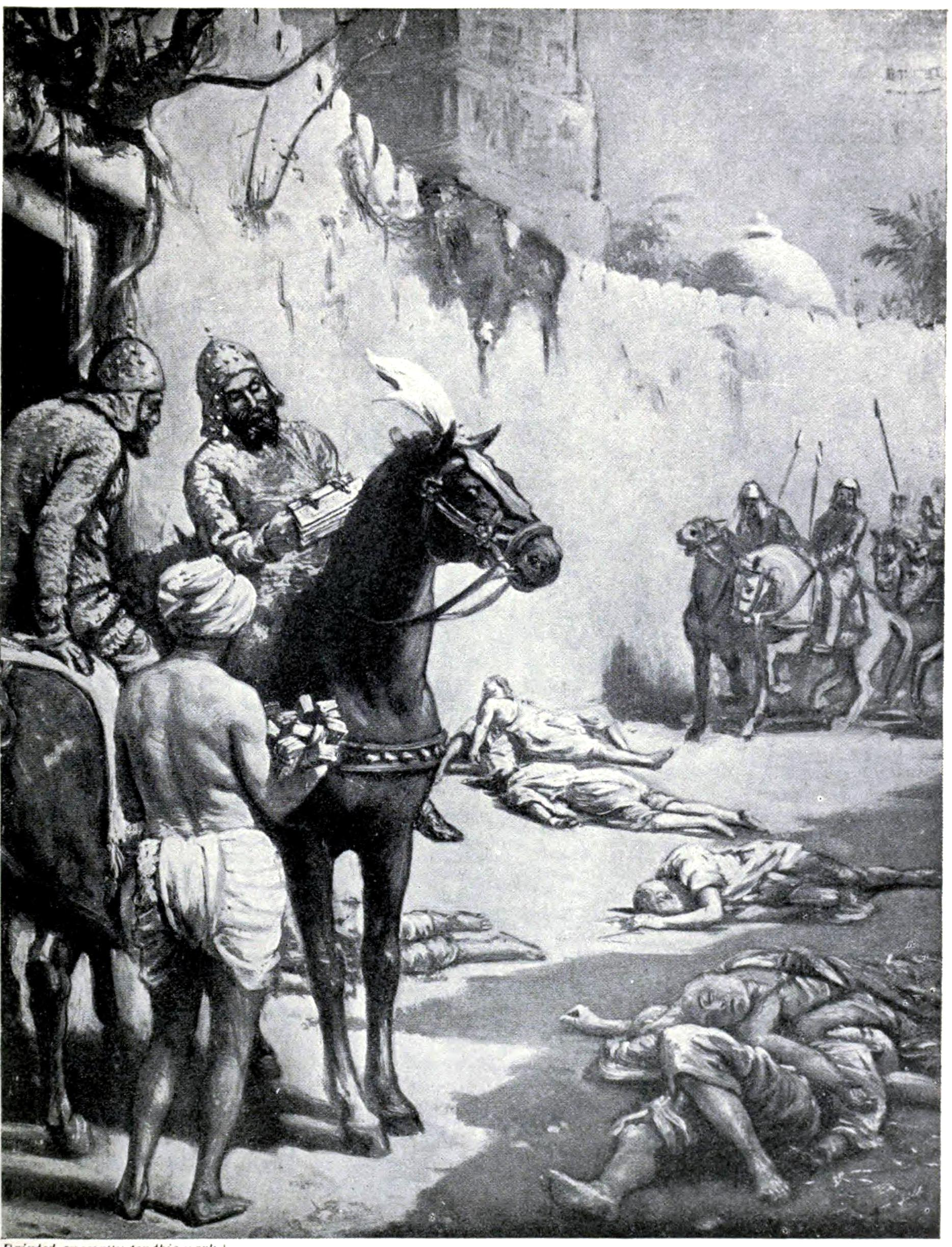
ジェームズ・メストンがまとめたHutchison's Story of the Nationsにある挿絵。バフティヤール・ハルジーがビハールの仏教僧を虐殺する場面である。ハルジーは北インド平原を横断する過程でナーランダ僧院やヴィクラマシーラ大学を破壊し、多くの仏教徒やバラモンの学者を虐殺した。

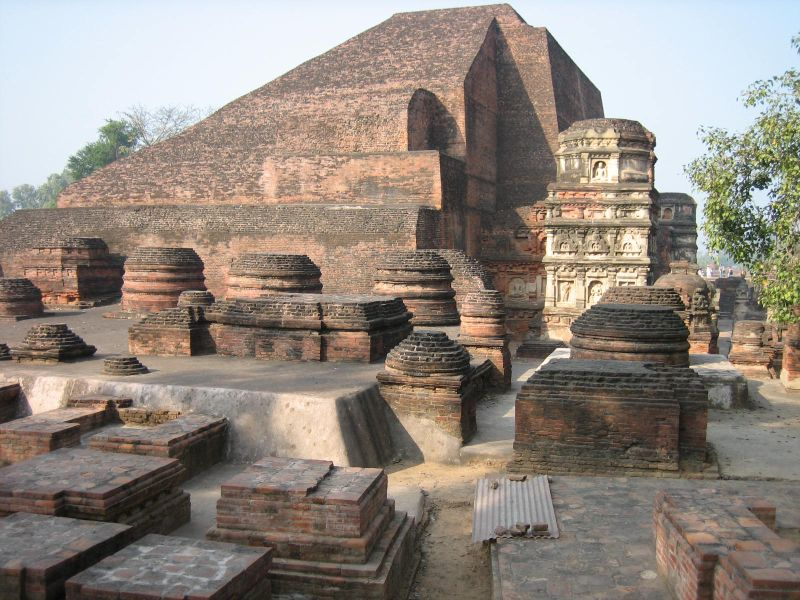
ナーランダ僧院遺跡

1200年にビハールを征服したとき、ハルジーの人生の転機が訪れた。彼の活発な軍事行動が功を奏して、デリーの宮廷での影響力を獲得したのである。同年、彼はベンガルへ軍を進めた。ナヴァドヴィーパの街を攻めたとき、彼は先頭に立って突撃した。あまりの速さで、彼についていけた騎兵はわずか18騎だった。1203年、ハルジーはセーナ朝の君主ラクシュマナ・セーナから首都ナヴァドヴィーパを奪取することに成功した。最終的に、彼は主要都市ガウルを征服し、ベンガルの大部分に攻め込んだ。
バフティヤール・ハルジーの侵攻により、ナーランダ僧院やオーダンティプラ、ヴィクラマシーラの仏教建築群は甚大な被害を被った。ミンハージュ・サラージュ・ジューズジャーニーが著した『ナースィル史話』によれば、ハルジーは「ビハール」という町の仏教寺院を破壊したという。これはおそらくヴィハーラ（精舎）を指している。アメリカの歴史学者Hartmut Scharfeは、チベットの文献から、これがヴィクラマシーラの寺院の一つを指しているとしている。一方で歴史家のAndré Winkは、オーダンティプラの寺院であると考えている。17世紀前半のチベット仏教のラマであるターラナータは、侵略者がオーダンティプラで多くの仏教僧を虐殺し、ヴィクラマシーラを破壊したと記録している。13世紀にこの地域を訪れたチベット人の巡礼僧Dharmasvaminによれば、ヴィクラマシーラはトゥルシュカ（トルコ人）の侵略者によって完全に破壊されきって、ナーランダはトゥルシュカの司令官の住居になっていた。ナーランダには80ほどの小さな精舎が残っているが、そのほとんどはトゥルシュカによる被害を受け、放棄されている。わずか2つだけが、まともな状態で残っている状況である。

### チベット遠征の失敗と死
1206年、バフティヤール・ハルジーはDevkotを発ち、チベット遠征に出発した。東方の国境を守るため、Ghoraghat Upazilaにアリー・マルダン・ハルジーを残していった。しかしバフティヤール・ハルジーの軍は、遠征中にアッサム王プリトゥに敗れ、大打撃をこうむった。さらにチベット軍にも完全に敗北し、撤退を余儀なくされた。Devkotに帰ってきたとき、ハルジーのもとには100人ほどの兵しか生き残っていなかった。まもなくハルジーは病に倒れた後、アリー・マルダーンに暗殺された。

### ベンガル政権のその後
バフティヤール・ハルジーの後継には、同じハルジー族出身のムハンマド・シラン・ハルジーが任じられた。バフティヤールの兵たちはシラン・ハルジーの手中に収まった。彼らはアリー・マルダーンを投獄し、バフティヤールの仇を討った。しかしアリー・マルダーンはデリーへ脱出してクトゥブッディーン・アイバクを動かし、ベンガル遠征をおこなわせた。アリー・マルダーンはアワド総督Kayemaz Rumiとともにシラン・ハルジーを追い落とした。シランはディナジプルに逃れた後にそこで死んだ。ギヤースッティーン・イワーズ・ハルジーがシラン・ハルジーの跡を継ぎ、アリー・マルダーンは再びクトゥブッディーン・アイバクの元へ逃れてベンガル総督に任じられ、ギヤースッディーンを退位させたが、1212年に暗殺された。その後はギヤースッディーンが復位し、独立を宣言した。

## 評価
バングラデシュの代表的詩人アル・マフムードは、1990年代前半にBakhtiyarer Ghora （バフティヤールの馬たち)と題した詩集を出版している。彼は、ベンガルを征服したムスリムの英雄としてハルジーを称賛している。バフティヤール・ハルジーの時代、イスラーム教はインドで数多くの改宗者を獲得し、勢力を拡大した。またハルジーは、フトバ（説教）や発行した硬貨の中に自らの名を入れた。また彼の元で数多くのモスクやマドラサ、テッケが建設され、その配下のアミールたちもこれにならった。
一方仏教側の文献では、ハルジーはナーランダ崩壊の責任を負っているという点を強調している。ハルジーは、百万冊の蔵書があったというナーランダの7階建ての図書館を焼き払った。その火は3か月にわたって燃え続けたという。そしてそこから生まれた膨大な煤が丘を取り巻き荒廃させたのだという。